# 遠州小林站

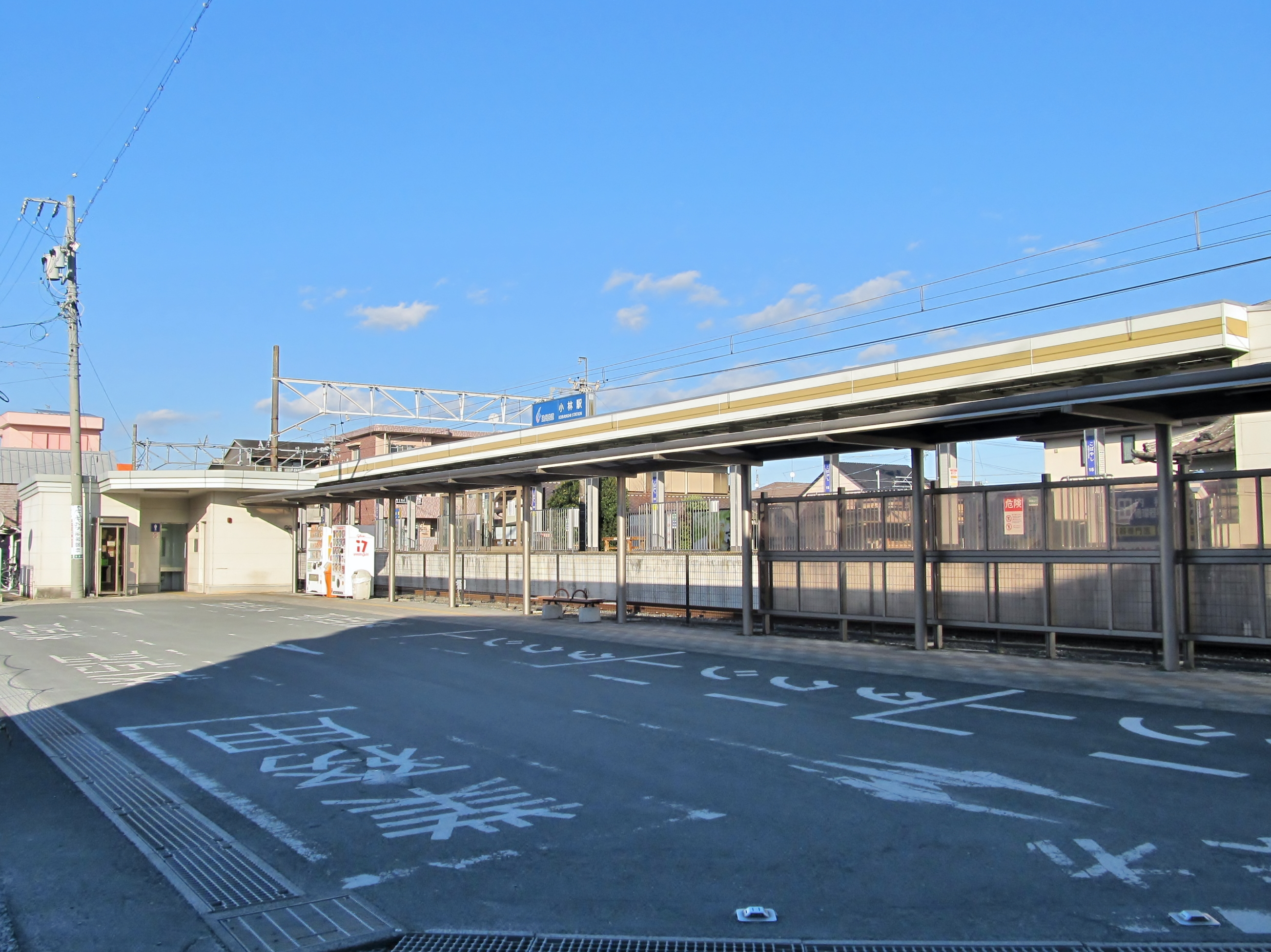
站前廣場（2025年1月）

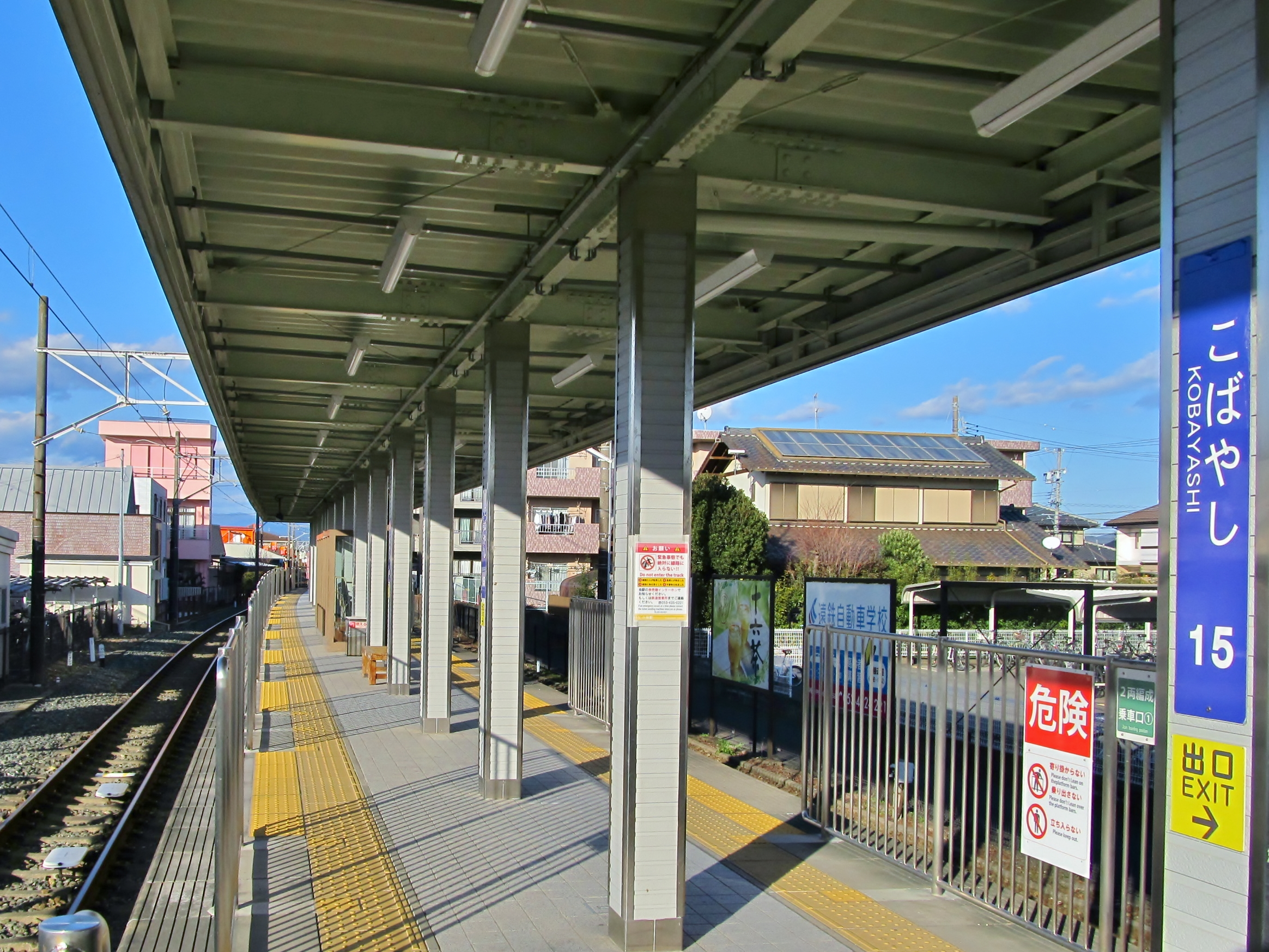
月台（2025年1月）

遠州小林站（日语：／ Enshū-kobayashi eki */?）是位於靜岡縣濱松市濱名區本澤合，屬於遠州鐵道的鐵道線車站。車站編號為15。

## 歷史
- 1909年12月6日：新原站啟用。
- 1923年4月1日：車站改名為遠州小林站。
- 1974年9月：成為無人車站。
- 1982年11月2日：車站大樓翻新。
- 2007年
  - 5月：車站東邊的單車停泊場開始使用。
  - 11月：車站西邊設置迴旋路。
- 2008年6月至10月：月台與車站大樓之間進行了翻新工程。月台與車站大樓之間的通道增設斜道無障礙化。
- 2009年春：隨著國道152號濱北 - 天龍繞道（2012年3月28日開始使用）開始進行交通立體化工程，此站與遠州芝本站之間使用臨時路軌。
- 2011年10月13日：隨著進行交通立體化工程，此站與遠州芝本站之間高架化[1][2]。

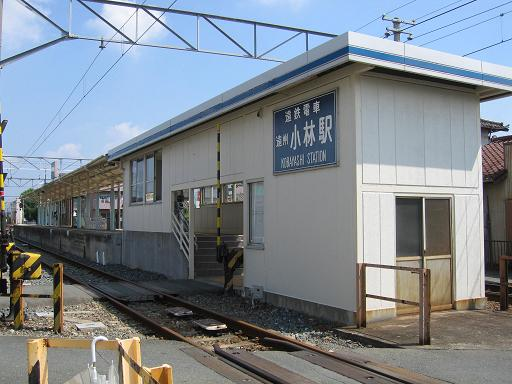
翻新前的站房（2006年3月）

## 車站構造
此站是地面車站，設有1面2線的島式月台。此站是全日無人車站，於2008年10月完成月台和車站的翻新工程，並增設無障礙設備。車站東西兩處均設有停泊單車處（可容納300架）。而在不需要列車交會的情況下，上下行列車均會使用東邊的路軌。
本站的正式名稱中帶有「遠州」二字，但是在各種標示和車內廣播中會省略「遠州」兩字，只會標示「小林站」。

## 使用狀況
在2018年度（平成30年度）的總乘車人次為492,488人（18座車站中排名第7），下車人次為486,604人（18座車站中排名第6）。
以下為不同年度的乘車人次和下車人次：
| 一年總間乘車人次和下車人次彎化 | 一年總間乘車人次和下車人次彎化 | 一年總間乘車人次和下車人次彎化 | 一年總間乘車人次和下車人次彎化 |
| 年度                           | 遠州鐵道                       | 遠州鐵道                       | 參考資料、備註                 |
| 年度                           | 乘車人次                       | 下車人次                       | 參考資料、備註                 |
| ------------------------------ | ------------------------------ | ------------------------------ | ------------------------------ |
| 1980年度（昭和55年度）         | 430,148 人                     | 437,504 人                     | [ 4 ]                          |
| 1981年度（昭和56年度）         | 390,139 人                     | 415,316 人                     | [ 5 ]                          |
| 1982年度（昭和57年度）         | 354,786 人                     | 378,159 人                     | [ 6 ]                          |
| 1983年度（昭和58年度）         | 326,337 人                     | 347,150 人                     | [ 7 ]                          |
| 1984年度（昭和59年度）         | 296,279 人                     | 316,427 人                     | [ 8 ]                          |
| 1985年度（昭和60年度）         | 308,101 人                     | 329,441 人                     | [ 9 ]                          |
| 1986年度（昭和61年度）         | 312,312 人                     | 336,856 人                     | [ 10 ]                         |
| 1987年度（昭和62年度）         | 323,606 人                     | 348,637 人                     | [ 11 ]                         |
| 1988年度（昭和63年度）         | 348,881 人                     | 365,718 人                     | [ 12 ]                         |
| 1989年度（平成元年度）         | 360,047 人                     | 370,581 人                     | [ 13 ]                         |
| 1990年度（平成2年度）          | 368,544 人                     | 380,300 人                     | [ 14 ]                         |
| 1991年度（平成3年度）          | 378,974 人                     | 390,773 人                     | [ 15 ]                         |
| 1992年度（平成4年度）          | 417,408 人                     | 428,301 人                     | [ 16 ]                         |
| 1993年度（平成5年度）          | 408,266 人                     | 419,347 人                     | [ 17 ]                         |
| 1994年度（平成6年度）          | 410,335 人                     | 421,888 人                     | [ 18 ]                         |
| 1995年度（平成7年度）          | 408,669 人                     | 417,654 人                     | [ 19 ]                         |
| 1996年度（平成8年度）          | 403,372 人                     | 413,004 人                     | [ 20 ]                         |
| 1997年度（平成9年度）          | 420,483 人                     | 425,935 人                     | [ 21 ]                         |
| 1998年度（平成10年度）         | 432,562 人                     | 430,465 人                     | [ 22 ]                         |
| 1999年度（平成11年度）         | 458,578 人                     | 461,105 人                     | [ 23 ]                         |
| 2000年度（平成12年度）         | 449,465 人                     | 453,097 人                     | [ 24 ]                         |
| 2001年度（平成13年度）         | 436,947 人                     | 442,208 人                     | [ 25 ]                         |
| 2002年度（平成14年度）         | 420,719 人                     | 426,580 人                     | [ 26 ]                         |
| 2003年度（平成15年度）         | 444,584 人                     | 450,896 人                     | [ 27 ]                         |
| 2004年度（平成16年度）         | 438,554 人                     | 451,525 人                     | [ 28 ]                         |
| 2005年度（平成17年度）         | 442,488 人                     | 442,732 人                     | [ 29 ]                         |
| 2006年度（平成18年度）         | 446,815 人                     | 448,019 人                     | [ 30 ]                         |
| 2007年度（平成19年度）         | 474,339 人                     | 476,966 人                     | [ 31 ]                         |
| 2008年度（平成20年度）         | 493,803 人                     | 493,480 人                     | [ 32 ]                         |
| 2009年度（平成21年度）         | 480,674 人                     | 477,015 人                     | [ 33 ]                         |
| 2010年度（平成22年度）         | 473,387 人                     | 469,635 人                     | [ 34 ]                         |
| 2011年度（平成23年度）         | 460,135 人                     | 461,286 人                     | [ 35 ]                         |
| 2012年度（平成24年度）         | 460,686 人                     | 461,261 人                     | [ 36 ]                         |
| 2013年度（平成25年度）         | 458,645 人                     | 460,568 人                     | [ 37 ]                         |
| 2014年度（平成26年度）         | 476,919 人                     | 474,499 人                     | [ 38 ]                         |
| 2015年度（平成27年度）         | 477,233 人                     | 473,507 人                     | [ 39 ]                         |
| 2016年度（平成28年度）         | 478,827 人                     | 476,613 人                     | [ 40 ]                         |
| 2017年度（平成29年度）         | 487,208 人                     | 483,029 人                     | [ 41 ]                         |
| 2018年度（平成30年度）         | 492,488 人                     | 486,604 人                     | [ 3 ]                          |

## 車站周邊
車站附近較多住宅和商店。前。站前設有小規模商店。車站北邊設有靜岡縣道61號濱北袋井線，沿道上設有連鎖店等較大型商店。
- 濱松紅十字醫院（日语：浜松赤十字病院）
- 溫州濱松農業協同組合（日语：とぴあ浜松農業協同組合） 濱北營農綠花木中心（日语：浜北営農緑花木センター）
- 靜岡縣立濱名高等學校（日语：静岡県立浜名高等学校）
- 濱松市立北濱北小學（日语：浜松市立北浜北小学校）
- 濱北小林郵局
- 靜岡銀行小林分店
- 濱松信用金庫（日语：浜松信用金庫）濱北東分店
- 食品市場Mom（日语：タカラ・エムシー）濱北店

## 巴士路線
車站西邊設有迴旋路，當中曾經設有前往濱松紅十字醫院的遠鐵巴士路線，現已取消路線。現時該處設有的士站。最近的巴士站於附近的道路上。
- 濱松巴士（日语：浜松バス）（小林站入口巴士站） ※位於車站西邊向南北延伸的二俁道路上。
  - 荒間之湯線
- 濱北社區巴士（日语：浜北コミュニティバス）（小林站巴士站） ※委托濱松巴士運行[42]。
  - 赤佐中瀨線 : 中瀨小學、芝本站、岩水寺、西鹿島站 方向 ※星期三、六服務。
  - 大平堀谷線 : 宮口站、荒間之湯（日语：静岡県立森林公園#あらたまの湯）北出口、大平、堀谷 方向 ※星期二、五服務。

## 相鄰車站
遠州鐵道
■鐵道線
美薗中央公園（14）－遠州小林（15）－遠州芝本（16）

## 注腳
1. ↑  遠州鉄道鉄道線 小林駅-芝本駅間高架開通記念 関連グッズ発売のお知らせ （页面存档备份，存于）（日語） - 遠州鐵道（2011年10月11日，2013年12月28日參閲）
2. ↑  新市をきずく 世界・国内との交流を促進するみちづくり （页面存档备份，存于）（日語）（みちづくりの方針6） - 濱松市（2013年10月1日更新，同年12月28日參閲覧） ※在此參考資料當提及「單獨」立體化工程。
3. 1 2  《靜岡縣統計年鑑 平成30年》 運輸・通信 鉄道運輸状況 （页面存档备份，存于）（日語）
4. ↑  《靜岡縣統計年鑑 昭和55年》 NDL 82024736 pp. 287-289
5. ↑  《靜岡縣統計年鑑 昭和56年》 NDL 83020918 pp. 287-289
6. ↑  《靜岡縣統計年鑑 昭和57年》 NDL 84021214 pp. 279-281
7. ↑  《靜岡縣統計年鑑 昭和58年》 NDL 85042552 pp. 279-281
8. ↑  《靜岡縣統計年鑑 昭和59年》 書誌情報 （页面存档备份，存于） pp. 279-281
9. ↑  《靜岡縣統計年鑑 昭和60年》 運輸・通信 私鉄運輸状況 （页面存档备份，存于）（日語）
10. ↑  《靜岡縣統計年鑑 昭和61年》 運輸・通信 私鉄運輸状況 （页面存档备份，存于）（日語）
11. ↑  《靜岡縣統計年鑑 昭和62年》 運輸・通信 鉄道運輸状況 （页面存档备份，存于）（日語）
12. ↑  《靜岡縣統計年鑑 昭和63年》 運輸・通信 鉄道運輸状況 （页面存档备份，存于）（日語）
13. ↑  《靜岡縣統計年鑑 平成元年》 運輸・通信 鉄道運輸状況 （页面存档备份，存于）（日語）
14. ↑  《靜岡縣統計年鑑 平成2年》 運輸・通信 鉄道運輸状況 （页面存档备份，存于）（日語）
15. ↑  《靜岡縣統計年鑑 平成3年》 運輸・通信 鉄道運輸状況 （页面存档备份，存于）（日語）
16. ↑  《靜岡縣統計年鑑 平成4年》 運輸・通信 鉄道運輸状況 （页面存档备份，存于）（日語）
17. ↑  《靜岡縣統計年鑑 平成5年》 運輸・通信 鉄道運輸状況 （页面存档备份，存于）（日語）
18. ↑  《靜岡縣統計年鑑 平成6年》 運輸・通信 鉄道運輸状況 （页面存档备份，存于）（日語）
19. ↑  《靜岡縣統計年鑑 平成7年》 運輸・通信 鉄道運輸状況 （页面存档备份，存于）（日語）
20. ↑  《靜岡縣統計年鑑 平成8年》 運輸・通信 鉄道運輸状況 （页面存档备份，存于）（日語）
21. ↑  《靜岡縣統計年鑑 平成9年》 運輸・通信 鉄道運輸状況 （页面存档备份，存于）（日語）
22. ↑  《靜岡縣統計年鑑 平成10年》 運輸・通信 鉄道運輸状況 （页面存档备份，存于）（日語）
23. ↑  《靜岡縣統計年鑑 平成11年》 運輸・通信 鉄道運輸状況 （页面存档备份，存于）（日語）
24. ↑  《靜岡縣統計年鑑 平成12年》 運輸・通信 鉄道運輸状況 （页面存档备份，存于）（日語）
25. ↑  《靜岡縣統計年鑑 平成13年》 運輸・通信 鉄道運輸状況 （页面存档备份，存于）（日語）
26. ↑  《靜岡縣統計年鑑 平成14年》 運輸・通信 鉄道運輸状況 （页面存档备份，存于）（日語）
27. ↑  《靜岡縣統計年鑑 平成15年》 運輸・通信 鉄道運輸状況 （页面存档备份，存于）（日語）
28. ↑  《靜岡縣統計年鑑 平成16年》 運輸・通信 鉄道運輸状況 （页面存档备份，存于）（日語）
29. ↑  《靜岡縣統計年鑑 平成17年》 運輸・通信 鉄道運輸状況 （页面存档备份，存于）（日語）
30. ↑  《靜岡縣統計年鑑 平成18年》 運輸・通信 鉄道運輸状況 （页面存档备份，存于）（日語）
31. ↑  《靜岡縣統計年鑑 平成19年》 運輸・通信 鉄道運輸状況 （页面存档备份，存于）（日語）
32. ↑  《靜岡縣統計年鑑 平成20年》 運輸・通信 鉄道運輸状況 （页面存档备份，存于）（日語）
33. ↑  《靜岡縣統計年鑑 平成21年》 運輸・通信 鉄道運輸状況 （页面存档备份，存于）（日語）
34. ↑  《靜岡縣統計年鑑 平成22年》 運輸・通信 鉄道運輸状況 （页面存档备份，存于）（日語）
35. ↑  《靜岡縣統計年鑑 平成23年》 運輸・通信 鉄道運輸状況 （页面存档备份，存于）（日語）
36. ↑  《靜岡縣統計年鑑 平成24年》 運輸・通信 鉄道運輸状況 （页面存档备份，存于）（日語）
37. ↑  《靜岡縣統計年鑑 平成25年》 運輸・通信 鉄道運輸状況 （页面存档备份，存于）（日語）
38. ↑  《靜岡縣統計年鑑 平成26年》 運輸・通信 鉄道運輸状況 （页面存档备份，存于）（日語）
39. ↑  《靜岡縣統計年鑑 平成27年》 運輸・通信 鉄道運輸状況 （页面存档备份，存于）（日語）
40. ↑  《靜岡縣統計年鑑 平成28年》 運輸・通信 鉄道運輸状況 （页面存档备份，存于）（日語）
41. ↑  《靜岡縣統計年鑑 平成29年》 運輸・通信 鉄道運輸状況 （页面存档备份，存于）（日語）
42. ↑  コミュニティバス運行状況（静岡県）PDF（日語） - 國土交通省（截至2013年10月1日，於同年12月28日參閲）

## 外部連結
- 小林（遠鐵電車各站資訊） （页面存档备份，存于）（日語）